# High Museum of Art

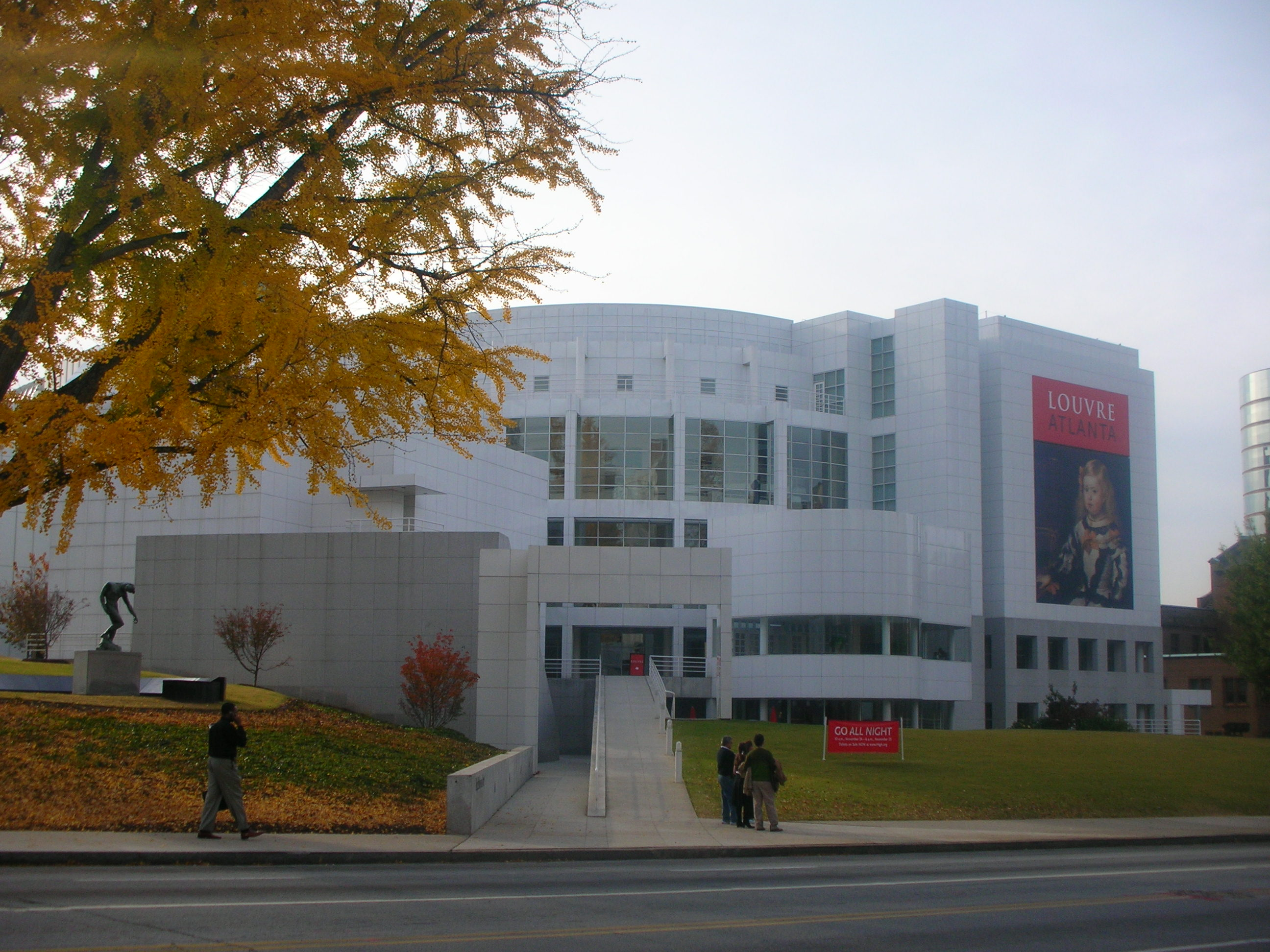
High Museum, Atlanta. Richard Meier

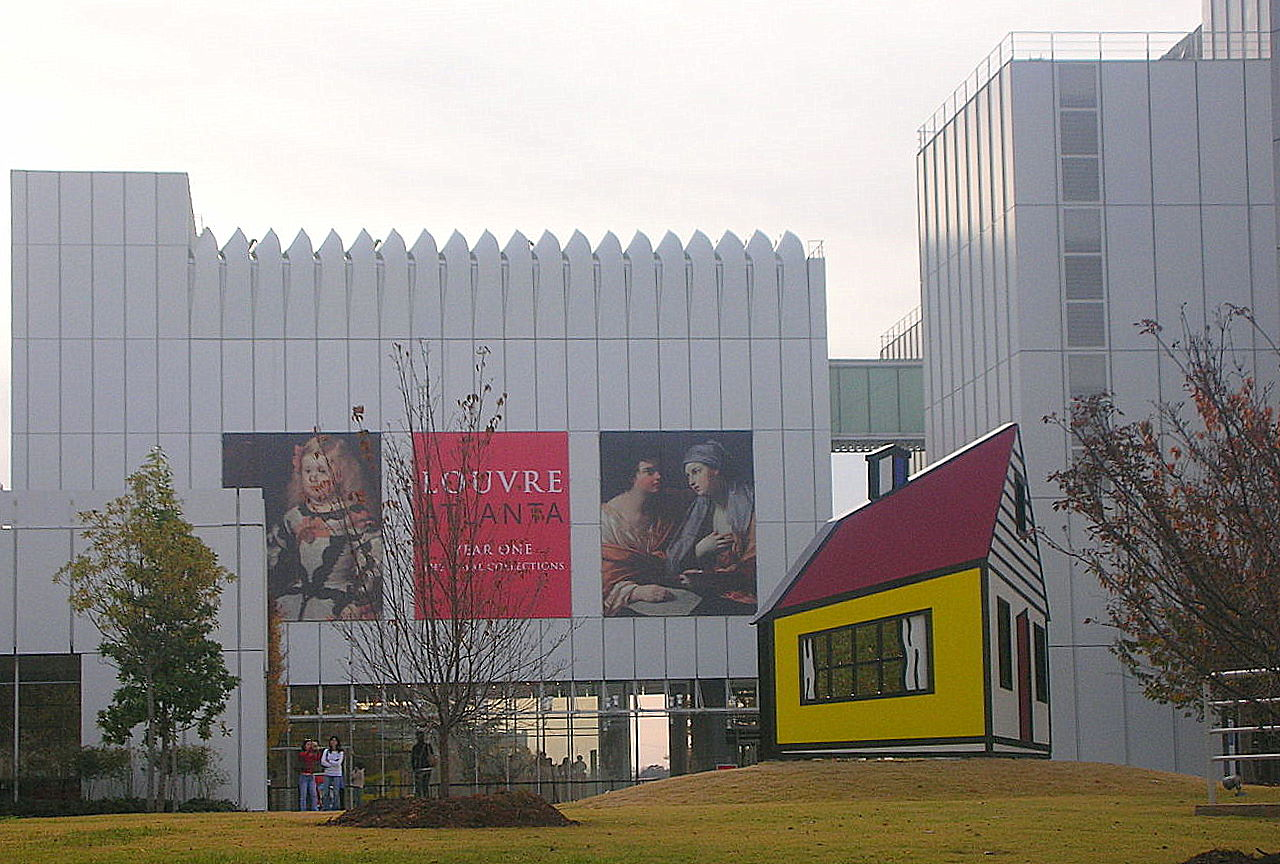
Erweiterung von Renzo Piano.

Das High Museum of Art (HMA) ist ein Kunstmuseum in Atlanta, Georgia.
Das Museum wurde 1905 von der Atlanta Art Association eröffnet. Im Jahr 1983 wurde ein Erweiterungsbau vom Architekten Richard Meier entworfen und später von Renzo Piano errichtet.
Die ständige Sammlung umfasst Werke der afrikanischen, der amerikanischen und der europäischen Kunst, insgesamt etwa 11.000 Exponate. Im Museum befinden sich unter anderem Werke von Giovanni Battista Tiepolo, Claude Monet, Chuck Close, Dorothea Lange, Gerhard Richter und Anselm Kiefer. Schwerpunkt der Sammlung und der Sonderausstellungen ist moderne Kunst.

## In populären Medien
In den Jahren 2018 bis 2023 diente das Äußere des Museumsgebäudes und Teile des Inneren als Drehort für das fiktive Chastain Park Memorial Hospital der TV-Serie Atlanta Medical. Zu anderen Produktionen, für die das Museum als Drehort diente, gehören die Spielfilme Black Panther, Manhunter – Roter Drache sowie The Falcon and the Winter Soldier.